# Каргаева
Карга́ева (Каргаево) — деревня в Гаринском городском округе Свердловской области России.

## География
Деревня Каргаева муниципального образования «Гаринский городской округ» расположена между озером Каргаевским и левым берегом реки Тавды, в 65 километрах к востоку от районного центра посёлка Гари, в 106 км к северо-западу от села Таборы и в 321 км к северо-востоку от Екатеринбурга. В окрестностях села, на левом берегу реки Тавда находится ботанический природный памятник — припоселковый кедровник Иванушкин Сад.

## История
Казацкая деревня Каргаева основана в XVIII веке. В XIX — начале XX века административно-территориально принадлежала к Пелымской волости Туринского округа Тобольской губернии.

## Население
| 1868 | 1893 | 1926 | 2002 | 2010 |
| ---- | ---- | ---- | ---- | ---- |
| 42   | ↗250 | ↘162 | ↘1   | ↗7   |

В 1868 году — 9 дворов, население — 42 человека (21 мужчина и 21 женщина). В 1893 году — 34 двора, население — 250 человек. По данным переписи 1926 года в деревне было 32 хозяйства, население — 162 человека (79 мужчин и 83 женщины).

## Русская православная церковь
В XIX — начале XX века деревня относилась к приходу Троицкой церкви села Троицкого (Воргинского).